# Shanghai Science & Technology Museum (metrostation)

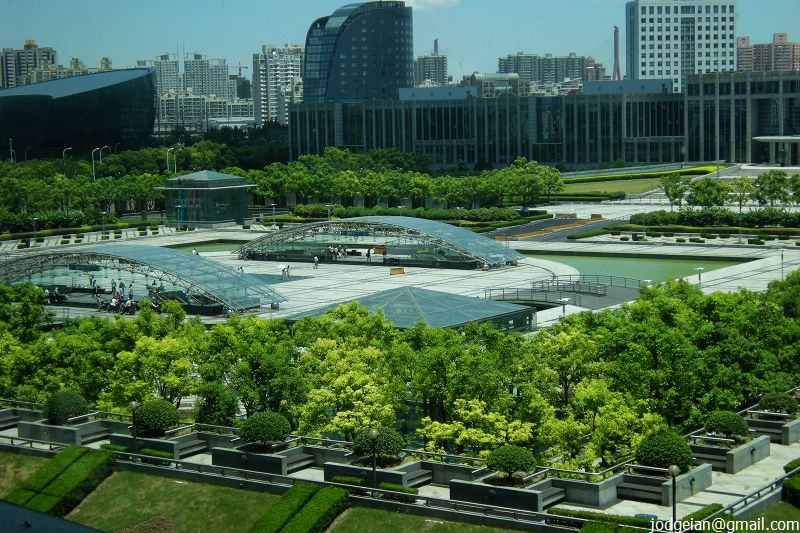
Station Shanghai Science & Technology Museum

Shanghai Science & Technology Museum (上海科技馆) is een station van de metro van Shanghai, gelegen aan lijn 2.
Het station bevindt zich in het stadsdeel Pudong, naast het gelijknamige museum. Het winkelcentrum AP Plaza maakt ook onderdeel uit van het ondergrondse stationscomplex. Het station ligt aan de noordwestelijke zijde van Century Park, een van de grootste parken van Shanghai.
East Xujing · Station Shanghai Hongqiao · Hongqiao Airport Terminal 2 · Songhong Road · Beixinjing · Weining Road · Loushanguan Road · Zhongshan Park · Jiangsu Road · Jing'an Temple · West Nanjing Road · People's Square · East Nanjing Road · Lujiazui · Dongchang Road · Century Avenue · Shanghai Science & Technology Museum · Century Park · Longyang Road · Zhangjiang Hi-Tech Park · Jinke Road · Guanglan Road · Tangzhen · Middle Chuangxin Road · East Huaxia Road · Chuansha · Lingkong Road · Yuandong Avenue · Haitiansan Road · Pudong International Airport

Lijnen van de metro van Shanghai: 1 · 2 · 3 · 4 · 5 · 6 · 7 · 8 · 9 · 10 · 11 · 12 · 13 · 14 · 15 · 16 · 17 · 18 · Pujiang Line